# Тит Манлій Торкват (консул 165 року до н. е.)
Тит Ма́нлій Торква́т (лат. Titus Manlius Torquatus; ? — після 140 до н. е.) — політичний, держжавний та військовий діяч часів Римської республіки, консул 165 року до н. е.

## Життєпис
Походив з патриціанського роду Манліїв, його гілки Торкватів. Син Авла Манлія Торквата та онук Тіта Манлія Торквата, консула 235 та 224 років до н. е. Про молоді роки немає відомостей. 
У 170 році до н. е. став претором. Того ж року увійшов до колегії понтифіків.
У 165 році до н. е. його обрано консулом разом з Гнеєм Октавієм. Сприяв обранню свого брата Авла Манлія Торквата консулом на 164 рік до н. е.
У 162 році до н. е. разом з Гнеєм Корнелієм Мерулою сенатом відправлений на Схід, де вирішували суперечку між представниками династії Птолемеїв — Птолемеєм VI та Птолемея VIII. У результаті Торкват разом з Мерулою затвердили за останнім Киренаїку, а першого визнали царем Єгипту. Водночас римляни підтримали вимоги Птолемея VIII щодо отримання Кіпру. Втім Торкват разом з Мерулою не забезпечили вимоги останнього військовою силою. У 161 році до н. е. Торкват підтримував посланців Птолемея VIII стосовно розірвання союзу з Птолемеєм VI, але не досяг успіху.
У 146 році його сина всиновив Децим Юній Сілан. У 140 році до н. е. очолив суд стосовно звинувачення його сина, якого підозрювали у зловживання під час пропреторства у провінції Македонія. Після вивчення обставин справи Торкват визнав свого сина винним у злочинах. Останній наклав на себе руки. Про подальшу долю Тита Манлія Торквата немає відомостей.

## Родина
- Децим Юній Сілан Манліан, претор 141 року до н. е.